# Gorenji Podboršt pri Veliki Loki
Gorenji Podboršt pri Veliki Loki je naselje u slovenskoj Općini Trebnju. Gorenji Podboršt pri Veliki Loki se nalazi u pokrajini Dolenjskoj i statističkoj regiji Jugoistočnoj Sloveniji. 

## Stanovništvo
Prema popisu stanovništva iz 2002. godine naselje je imalo 16 stanovnika.